# Phaeostigma knappi
Phaeostigma knappi är en halssländeart som först beskrevs av H. Aspöck och U. Aspöck 1967.  Phaeostigma knappi ingår i släktet Phaeostigma och familjen ormhalssländor. Inga underarter finns listade i Catalogue of Life.